# 愛恵
愛恵（あいえ）は新潟県で活動するナレーター。

## 人物
- 主にテレビ、ラジオ、リポーター等で活躍。
- 2012年3月30日をもって「金曜パラダイス」内コーナーのレポーターを卒業した。前番組である「イブニング王国」から合わせて5年間担当した。

## 出演番組
- 消費生活バラエティ 金曜パラダイス・（新潟放送、来て見てフジミ担当）
- auハッピースタイル・（新潟テレビ21）
- TOWN CROSSINGリポーター・（FM PORT）

他多数
| スタブアイコン | サブスタブ | この項目は、まだ閲覧者の調べものの参照としては役立たない、人物に関連した書きかけの項目です。この項目を加筆・訂正などしてくださる協力者を求めています（P:人物伝/PJ:人物伝）。 |